# 언덕 위의 구름 뮤지엄
언덕 위의 구름 뮤지엄(일본어: 坂の上の雲ミュージアム)은 일본 에히메현 마쓰야마시에 있는 박물관이다. 시바 료타로의 소설 《언덕 위의 구름》에 영감을 받아 만들었다.
관장은 마쓰모토 게이지이다.